# Podborek (Piwonin)
Podborek – część wsi Piwonin w Polsce, położona w województwie mazowieckim, w powiecie otwockim, w gminie Sobienie-Jeziory.
Podborek należy do rzymskokatolickiej parafii Wszystkich Świętych w Sobieniach-Jeziorach.
W latach 1975–1998 Podborek administracyjnie należał do województwa siedleckiego.